# A Week of Garfield
A Week of Garfield (ガーフィールドの一週間?, Gāfirudo no Isshūkan) è un videogioco a piattaforme per Nintendo Entertainment System basato su Garfield, pubblicato solamente in Giappone nel 1989. Il personaggio giocante è il gatto Garfield che deve salvare il cane Odie.